# Gardnerina
Gardnerina é um género botânico pertencente à família Asteraceae.